# Поліція Делі
Поліція Делі (англ. Delhi Police, гінді दिल्ली पुलिस, урду دلّی پولیس) або офіційно Департамент поліції (англ. Department of Police, DoP) — головна організація підтримання законності й порядку в межах Національної столичної території Делі. Департамент був заснований в 1861 році за Індійським поліцейським актом та до здобуття Індією незалежності у 1947 році входив до складу Пенджабської поліції. У 1966 році департамент був реорганізований та розділений на сучасні чотири підрозділи. Головою департаменту є Поліцейський комісар Делі. Загальне число службовців — понад 57 500, що робить департамент найбільшим міським відділом поліції у світі. Станом на 2007 рік поліція Делі мала 136 поліцейських станцій у межах території. Незважаючи на високу чисельність поліції Делі, її часто критикують через високий рівень злочинності в місті. Так, станом на 2007 рік, число злочинів у Делі склало 357,2 на 100 тис. осіб, у порівнянні з 167,7 на 100 тис. випадками усередньому по країні.